# Sary Matnorotin
Sary Matnorotin (sinh ngày 5 tháng 10 năm 1996 ở Campuchia) là một cầu thủ bóng đá người Campuchia hiện tại thi đấu cho Nagaworld ở Giải bóng đá vô địch quốc gia Campuchia.

## Sự nghiệp U-22
Anh ghi bàn đầu tiên cho U-22 tại Vòng loại Giải vô địch bóng đá U-23 châu Á 2016 trước U-22 Bắc Triều Tiên vào ngày 29 tháng 3 năm 2015, mặc dù thất bại 4–1.

## Sự nghiệp quốc tế
Sary Matnorotin ra mắt quốc tế trong trận giao hữu trước Bhutan vào ngày 20 tháng 8 năm 2015.